# Sofá Biedermeier
Um sofá Biedermeier é um design de mobiliário que se originou na Alemanha e na Áustria em decorrência do período conhecido como Biedermeier. É caracterisado pela sua construção simplista, com pernas curvas e braços enrolados com estofamento, era feito de madeira como bétula clara, freixo granulado, pêra e cereja e geralmente era folheado de mogno.

## Origem
O estilo Biedermeier teve origem durante a transição entre o período neoclassico e o romantismo na Europa Central durante 1815 a 1848 e estava associado ao desenvolvimento dos estados alemães  pós era napoleônica. Durante essa época, a classe média se desenvolveu nos campos da arte e literatura, os móveis foram influenciados peloo ornamentos do estilo clássico e do estilo directoire sendo costruídos de forma simples e limpa, com formas curvas suaves.